# 풍운의 궁전
"풍운의 궁전"은 한국에서 제작된 정창화 감독의 1957년 영화이다. 김미선 등이 주연으로 출연하였고 김경준 등이 제작에 참여하였다.

## 출연

### 주연
- 김미선
- 성소민
- 김웅
- 김승호

## 기타
- 조명: 서영훈
- 녹음: 최칠복
- 미술: 강성범